# Lophothericles fuscus
Lophothericles fuscus är en insektsart som först beskrevs av Heinrich Hugo Karny 1910.  Lophothericles fuscus ingår i släktet Lophothericles och familjen Thericleidae. Inga underarter finns listade i Catalogue of Life.